# Troisvierges
Troisvierges (luxembourgsk: Ëlwen) er en kommune og et byområde i Luxembourg. Kommunen, som har et areal på 37,86 km², ligger i kantonen Clervaux i distriktet Diekirch. I 2005 havde kommunen 2.585 indbyggere. 
50°07′00″N 6°00′00″Ø / 50.1167°N 6°Ø